# قرية الدار (العدين)

تعديل مصدري - تعديل

قرية الدار محلة تابعة لقرية المرقب، التابعة لعزلة خباز بمديرية العدين إحدى مديريات محافظة إب في الجمهورية اليمنية.، بلغ تعداد سكانها 45 حسب تعداد اليمن لعام 2004.